# گلوکسینیا
گلوکسینیا (نام علمی: Gloxinia speciosa) نوعی گل می‌باشد. این جنس دارای ۲۰ گونه مختلف از گیاهان علفی با هیپوکوتیل متورم (غده دار) است. گونه‌ای که بیشتر به عنوان گیاه گل در آپارتمانی استفاده می‌شود، بومی برزیل است.
گلوکسینیا گیاهی است نسبتا مقاوم ، دارای ساقه‌ای کوتاه با برگهای بیضی شکل، به رنگ سبز تیره و آبدار و سطح بالایی برگ دارای کرک می‌باشد. گلهای این گیاه بنفش، قرمز، صورتی و سفید بوده که به صورت تک رنگ یا با حاشیه سفید موجود بوده این گیاه مانند بنفشه آفریقایی به طول روز بی تفاوت است و از اواسط بهار تا اواخر تابستان ظاهر می‌شوند.این گیاه جزو گیاهان آپارتمانی است و معمولا قدرت رشد در فضای باز را ندارد و به شدت به باد و نور مستقیم و حتی بارندگی حساس است. نیازهای گلوکسینیا مانند بنفشه آفریقایی است با این تفاوت که این گیاه به نور بیشتر و دوره خواب نیاز دارد. در دوره خواب که معمولا از اواخر تابستان آغآز می‌شود و تا اوایل اسفند ادامه دارد، رشد گیاه متوقف می شود و نیاز آبی کمی دارد اما نباید خاک به مدت طولانی خشک شود چون غده فاقد پوشش بوده و پوسته بسیار نازکی دارد و تحمل خشکی را ندارد.

## فیزیولوژی
این گیاه جزو گیاهان دو لپه و دارای غده، برگهای کرک دار بیضی شکل، گلهای کامل، ساقه آبدار و شکننده و کوتاه می‌باشد. گلوکسینیا یک گیاه چندساله است و بر خلاف بنفشه آفریقایی، دوره خواب دارد.

## نیاز دمایی
این گیاه نیازمند هوای گرم و مرطوب می‌باشد و در روز حداقل به 3-5 ساعت نور مستقیم خورشید دارد. تمام قسمت های این گیاه و حتی غده ها به سرما حساس هستند و در دمای زیر 12 درجه رشد این گیاه کاملاً متوقف می شود.

## آفات و بیماری ها
از آفات مهم گلوکسینیا ، مگس سفید ، کنه ها ، تریپس ها ، شپشک ها می باشند.تخم گذاری مگس سفید گلخانه در گلوکسینیا بر خلاف دیگر گیاهان ،  بر سطح بالای برگ می باشد . تریپس ها بیشترین خسارت را به گلهای شکفته شده وارد می کنند و تخم گذاری آنها در داخل گل و اطراف پرچم و مادگی صورت می گیرد. همچنین شپشک آردآلود بیشتر در قسمت داخلی کاسبرگ از گیاه تغذیه می کند و مانع رشد غنچه می شود.

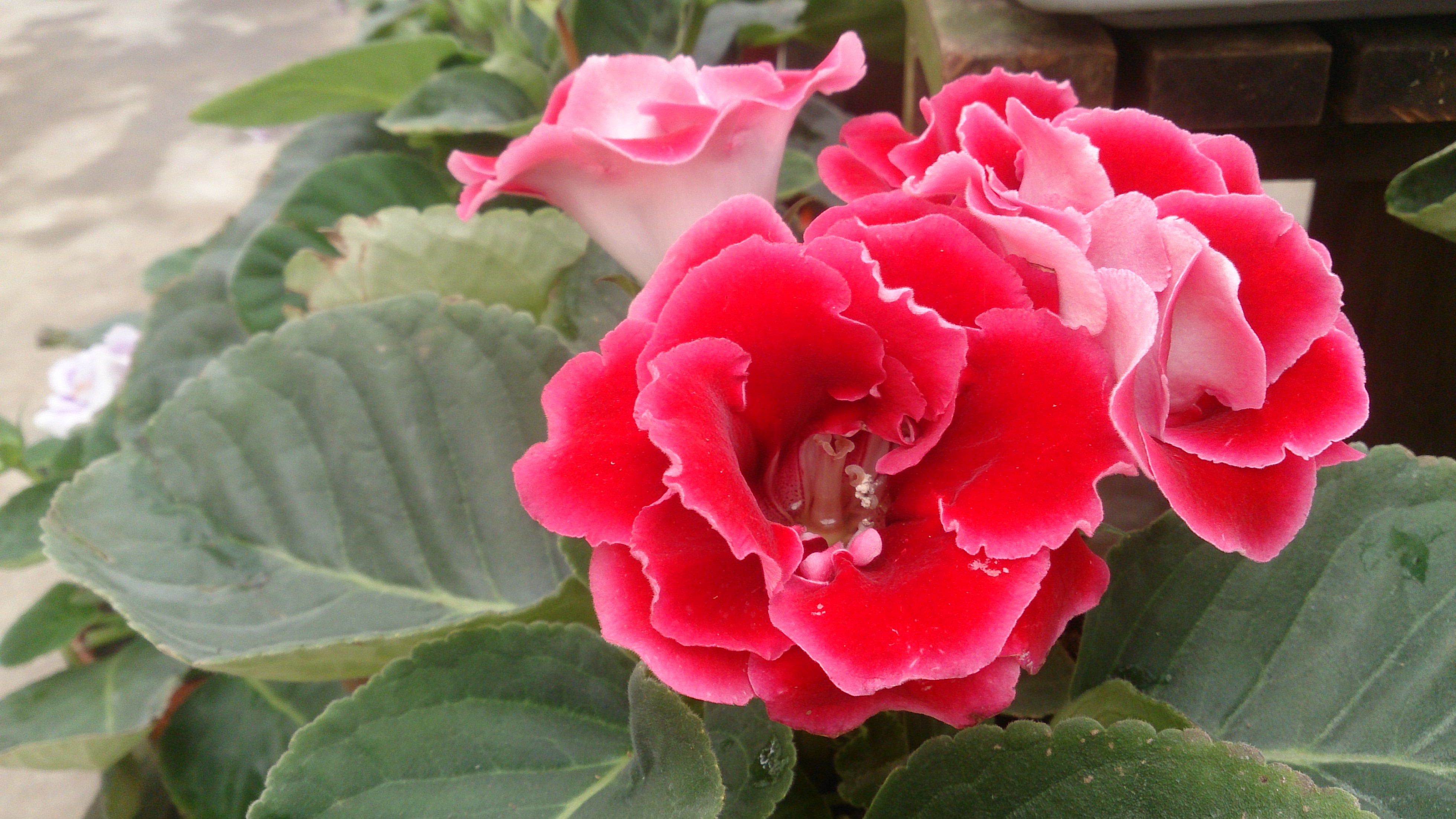
گلوکسینیای قرمز

از بیماری های قارچی این گیاه می توان به Pythium و Phytophthora که باعث پوسیده شدن ریشه ها و برگ ها می شود نام برد.

## تکثیر
این گیاه به وسیله غده، بذر و قلمه برگ و ساقه تکثیر می‌گردد و بهترین روش تکثیر گلوکسینیا ، بذر و قلمه برگ و ساقه میباشد. برای تولید بذر باید گرده افشانی به صورت مصنوعی انجام شود زیرا احتمال گرده افشانی به صورت طبیعی بسیار کم است.بذر ها داخل کپسول 5 میلیمتری تشکیل می شوند و بیش از یک ماه زمان برای رسیدن بذرها نیاز است . اندازه بذرها حدودmm 0.4 هستند.

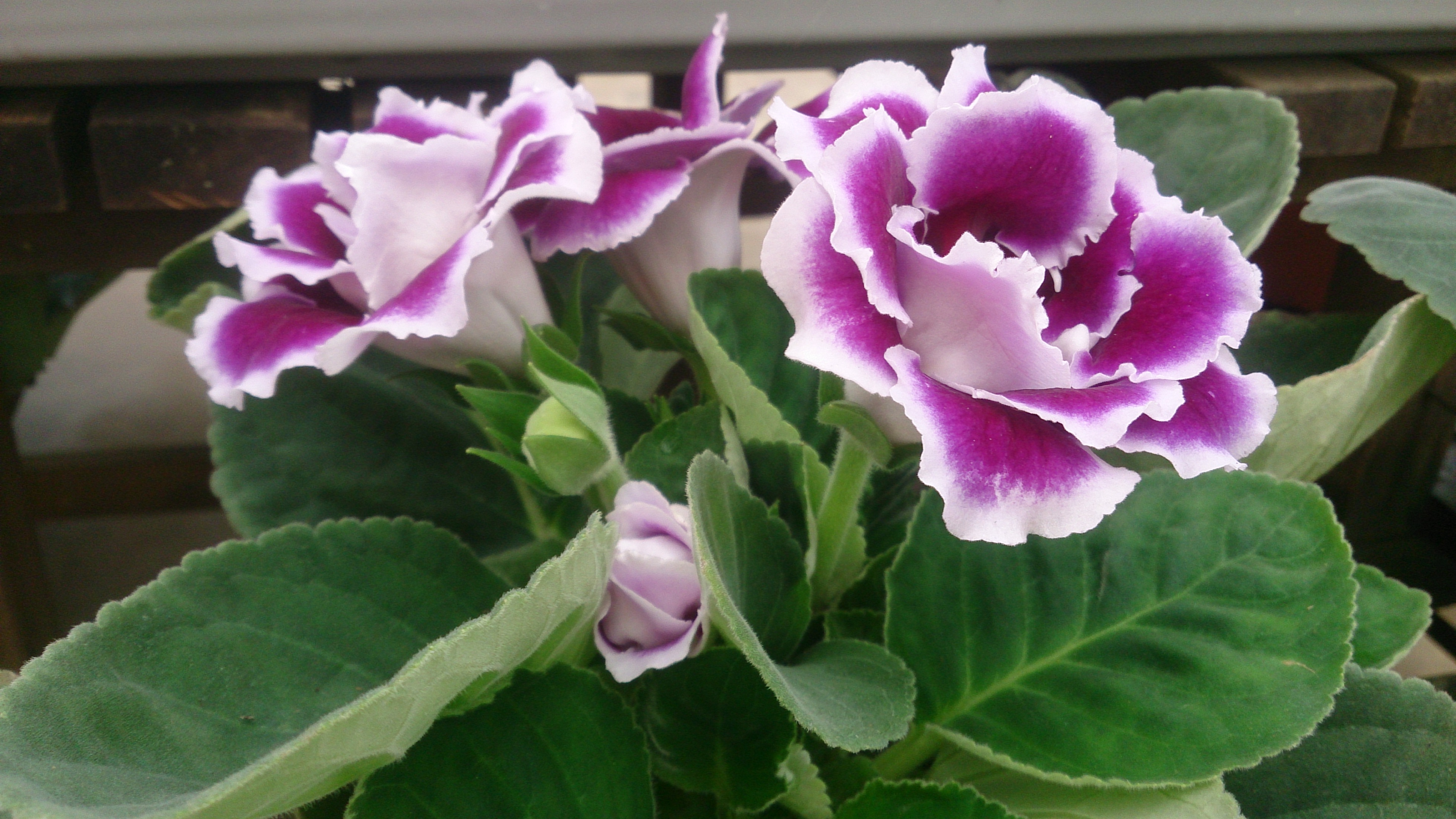
گلوکسینیای بنفش

برای تکثیر از طریق برگ‌ها، باید برگهای رسیده و سالم همراه دمبرگ از گیاه جدا شود. سپس در داخل ماسه بادی ، آب یا پرلیت قرار داده که در دمای ۲۰ درجه پس از ۱۸ روز ریشه‌ها قابل مشاهده خواهد بود.
برای کاشت بذر گلوکسینیا بهتر است که از پیت ماس استفاده شود. بذرها به دلیل ریزی و نیاز نوری برای سبز شدن ،باید سطحی کشت شوند و رطوبت محیط بالاتر از 90 درصد باشد.
برای تکثیر از طریق غده، باید از یک چاقوی استریل و قارچ کش استفاده کرد تا از بروز بیماری‌ها پیشگیری شود.